# Караваево (городской округ Клин)
Караваево — деревня в Клинском районе Московской области, в составе Нудольского сельского поселения. Население — 9 чел. (2010). До 2006 года Караваево входило в состав Малеевского сельского округа.
Деревня расположена в южной части района, примерно в 10 км к югу от райцентра Клин, на левом берегу реки Катыш (правый приток Истры), высота центра над уровнем моря 219 м. Ближайшие населённые пункты — Кононово на востоке и Ситники с Малеевкой на юго-западе. У западной окраины Караваево проходит автодорога А108 (Московское большое кольцо), в деревне же начинается региональная автодорога 46К-0290 Караваево — Отрада.

## Население
| 2002 | 2006 | 2010 |
| ---- | ---- | ---- |
| 10   | →10  | ↘9   |